# Thyridella
Thyridella — рід грибів. Назва вперше опублікована 1895 року.

## Класифікація
До роду Thyridella відносять 3 види:
- Thyridella canadensis
- Thyridella colliculus
- Thyridella subrostrata